# Jàriya ibn Qudama al-Muhàrriq
Jàriya ibn Qudama at-Tamimí as-Sadí (àrab: جارية بن قدامة التميمي السعدي, Jāriya ibn Qudāma at-Tamīmī as-Saʿdī), conegut també pel malnom o làqab d'al-Muhàrriq (àrab: المحرق, al-Muḥarriq, literalment ‘l'Incendiari’) o com Jàriya ibn Qudama al-Muhàrriq (segle VII), fou un company del profeta Muhàmmad.
Després de la mort del Profeta va participar en la batalla del Camell i a la batalla de Siffin al costat d'Alí ibn Abi-Tàlib. Després va participar en la defensa de Bàssora contra els omeies i a la repressió d'una revolta a Fars. Va combatre per darrer cop contra els omeies el 660, quan va perseguir els enemics des de l'Iraq fins al Iemen. Era a la Meca quan va saber l'assassinat d'Alí i va fer reconèixer com a califa a al-Hàssan ibn Alí.
Després es va reconciliar amb el califa Muàwiya I. Va morir a Bàssora en data desconeguda.